# Nicola Porro
Nicola Porro (Roma, 27 settembre 1969) è un giornalista, conduttore televisivo e saggista italiano, vicedirettore de il Giornale e conduttore di programmi televisivi di approfondimento giornalistico.

## Biografia
Di origine pugliese, discende da un'antica famiglia aristocratica latifondista, i Porro. Sua madre era psicoanalista e suo padre agricoltore. 
Dalla prima elementare al diploma liceale ha studiato all'Istituto Massimiliano Massimo. Laureato in economia e commercio con 110 e lode presso l'Università degli Studi di Roma "La Sapienza" con una tesi in tecnica industriale e commerciale, grazie a una borsa di studio ha partecipato a un corso di Business Case Discussion all'Università di Harvard e a un corso sulla specializzazione finanziaria delle società di leasing presso la SDA Bocconi School of Management.
Nel 1994 divenne portavoce di Antonio Martino, Ministro degli esteri durante il primo governo Berlusconi. È giornalista professionista dal 1997.
Precedentemente ha lavorato per tre anni al quotidiano Il Foglio, dove ha curato Il Foglio Finanziario. Ha collaborato con il Corriere Economia, dove gestiva la rubrica Visi pallidi. All'inizio della carriera ha lavorato nella redazione per i programmi economici Re Mida e Quadrante economico, in onda su Mediaset, per la quale ha creato nel 2000 i programmi del canale di all-news finanziarie CFN-CNBC.
Divenuto firma del ''Giornale'' nel 2003, ricopre il ruolo di vice-direttore vicario. Sul quotidiano si occupa di editoriali e delle rubriche ''Biblioteca liberale'' e ''Zuppa di Porro'', quest'ultima incentrata sull'economia.
Nel 2010 è stato membro degli Amici della domenica, giuria del Premio Strega.
Da settembre 2011 a giugno 2013 ha condotto il programma In onda su LA7 insieme a Luca Telese. Dopo il licenziamento da LA7 nel luglio 2013 Porro passa a Rai 2, diventando il conduttore e autore del nuovo programma d'approfondimento Virus - Il contagio delle idee, in onda in prima serata fino al 2016.
Dal 2014 al 2016 ha insegnato Teorie e tecniche del linguaggio giornalistico all'Università IULM di Milano in qualità di professore a contratto.
Nel 2015 fonda il sito di opinione ''nicolaporro.it'' che, oltre a pubblicare la sua rassegna stampa quotidiana (''La zuppa di Porro'', dal nome della sua rubrica sul ''Giornale''), ospita gli interventi di diversi collaboratori dell'area liberal-conservatrice, diventa un testata giornalistica dal 20 aprile 2021.
Il 21 giugno 2016 ufficializza il passaggio a Mediaset dal 1º luglio dello stesso anno, occupandosi della conduzione di Matrix, che va in onda per due volte alla settimana in seconda serata su Canale 5 dal 2016 fino al 2019. Inoltre nella stagione 2017-2018 conduce 105 Matrix, un programma radiofonico in onda ogni giorno alle ore 19 su Radio 105, insieme alla co-conduttrice della trasmissione televisiva Greta Mauro.
Dal 17 settembre 2018 conduce un nuovo programma di approfondimento politico su Rete 4, Quarta Repubblica, in onda ogni lunedì in prima serata. In occasione di elezioni elettorali conduce diversi speciali del programma, come "La notte Americana", dedicato alle elezioni americane che vedevano protagonisti Donald Trump e Joe Biden. Il 12 e 13 giugno del 2023 conduce con Paolo del Debbio e Cesara Buonamici, in simulcast sulle tre Reti Mediaset, due trasmissioni speciali sulla morte di Silvio Berlusconi. Il 25 giugno conduce uno speciale sul tentato golpe in Russia.
Nel 2021 inaugura una serie di incontri, intitolati LaRipartenza, con panel dedicati alle imprese e ai manager più importanti dell'economia italiana, che è arrivata alla settima edizione. Le manifestazioni si sono tenute al Teatro Petruzzelli a Bari, agli Ibm studios di Milano e all'Istituto Marangoni di Miami.
Ad aprile del 2023 acquisisce in società la casa editrice Liberilibri con lo scopo di ampliare il suo sito e contrastare il "conformismo dilagante che ha i tratti di un totalitarismo bonario".
Parallelamente a Quarta Repubblica, dal 4 settembre al 22 dicembre 2023, dal lunedì al venerdì sempre su Rete 4, conduce Stasera Italia.
Dal 12 novembre 2024 presenta anche in seconda serata il programma settimanale Red Pill, programma serale di Atlantico Quotidiano. Il nome fa riferimento a una metafora ripresa dal film Matrix del 1999 di Andy e Larry Wachowski, metafora ripresa dallo slang internettiano della comunità incel e MGTOW, per cui la "pillola rossa" rappresenta l'atto di aprire gli occhi sul mondo in contrapposizione a quella blu che mantiene l'individuo addormentato in linea col "mainstream".

## Pensiero politico
Da un punto di vista politico, Nicola Porro si è definito liberale di destra, liberista, libertario per "un'economia senza tasse" ed è stato definito anche anarcocapitalista
; sul tema delle tasse ha scritto un saggio Le tasse invisibili. L'inganno di stato che toglie a tutti per dare a pochi. Ha affermato che le disuguaglianze economiche e sociali facciano "bene" nel suo libro La disuguaglianza fa bene: Manuale di sopravvivenza per un liberista.
È critico riguardo la legge sulla par condicio, ritenendola "folle" e sostanzialmente liberticida. Ha criticato duramente la gestione della pandemia COVID-19 in Italia e in particolar modo la misura dello stato di emergenza, il lockdown (criticando l'allora premier Giuseppe Conte in un'intervista faccia a faccia a Quarta Repubblica) e il green-pass e l'allora ministro della salute Roberto Speranza mentre ha espresso approvazione per il primo ministro inglese Boris Johnson e la sua gestione. Inoltre si esprime contrario a qualsiasi obbligo di vaccino. Ha criticato le azioni dell'Unione europea riguardo la fornitura di gas da paesi terzi a seguito dell'invasione dell'Ucraina e riguardo al tetto al prezzo del gas. Non gli piace la lettera "schwa" (ə) e l'asterisco e ha criticato il loro utilizzo a scopo inclusivo come ad esempio quello da parte del sindaco di Firenze Dario Nardella per i comunicati ufficiali. Si oppone alle quote rosa, criticando l'introduzione di esse con la legge del 12 luglio 2011, n. 120 nei consigli di amministrazione delle aziende. Ha in più occasioni criticato le istanze femministe e a seguito dell'omicidio di Giulia Cecchettin nel novembre 2023 ha affermato che il femminicidio e la società patriarcale non esistono e che il patriarcato non c'entrerebbe nulla coi femminicidi affermando inoltre che il termine patriarcato verrebbe utilizzato per attaccare la destra politica e screditare gli uomini. È molto critico della politica ambientalista secondo lui ormai considerata una "religione". Sostiene inoltre la tesi del giornalista Giulio Meotti a riguardo della presunta teoria del gender per cui sarebbe un'ideologia creata per far decadere la società Occidentale.
È stato molto critico nei confronti di alcune misure di politica economica adottate nel primo anno di governo Meloni, disapprovando in particolare la tassa sugli extra-profitti delle banche, il tetto alle tariffe sulle compagnie aeree proposta dal ministro Adolfo Urso e l'iniziativa del ministro Daniela Santanchè volta a limitare e l'utilizzo degli affitti brevi. Ha criticato il fisico Giorgio Parisi per aver dichiarato che la crisi della sanità italiana è legata al cambiamento climatico.
Ha ammirato molto il politico ed economista Antonio Martino e il Presidente della Repubblica Argentina Javier Milei. Ha scritto articoli dedicati all'economista della scuola austriaca Murray Rothbard e all'anarcocapitalismo, oltre ad aver recensito positivamente le opere di Ayn Rand. La sua testata giornalistica – nella sezione Atlantico Quotidiano – ha dedicato vari articoli alla filosofia del libertarismo di destra del Mises Institute, promuovendo i testi anarcocapitalisti: The Case for Privatization – of Everything (lett. "Il caso della privatizzazione di tutto") e Difendere l'indifendibile di Walter Block.

## Vita privata
È sposato con Allegra Galimberti e ha due figli: Ferdinando e Violetta.  Gestisce ad Andria, insieme al fratello Gian Michele, un'azienda agricola di famiglia dove produce vino e olio.  

## Procedimenti giudiziari e controversie
Nel 2010 è stato oggetto di indagini giudiziarie, disposte dalla Procura di Napoli nei suoi confronti, per violenza privata nei confronti della presidente di Confindustria Emma Marcegaglia, a causa di alcune intercettazioni riguardanti alcune sue conversazioni con il portavoce di Marcegaglia, Rinaldo Arpisella. Nel 2016 Porro viene assolto dall'accusa perché "il fatto non sussiste".
Nel giugno 2020, durante la trasmissione Quarta Repubblica condotta da Porro, fu trasmessa una registrazione audio del giudice, allora defunto, Amedeo Franco toga a latere del processo di Cassazione a Silvio Berlusconi, che avrebbe riferito al cavaliere giudizi aspri e negativi sulla sentenza dell’agosto 2013. Dopo la messa in onda dell’audio seguirono una serie di articoli su diverse testate nazionali che parlarono di «metodi vigliacchi», «processo fasullo», «sentenza pilotata», «complotto», «la magistratura ha fatto un lavoro sporco», «plotone d'esecuzione». Dopo questi eventi il giudice Antonio Esposito presentò querela per diffamazione aggravata contro una decina di persone tra cui Anna Maria Bernini, Vittorio Feltri, Piero Sansonetti, Fabrizio Cicchitto, Pietro Senaldi, Alessandro Sallusti e Nicola Porro.
Il 22 maggio 2023 l'Ordine dei giornalisti apre un provvedimento disciplinare nei suoi confronti con l'accusa di aver intervistato la viceministra degli esteri ucraina Emine Dzhaparova a Quarta Repubblica senza contraddittorio. Il consiglio di disciplina dell'ordine, in autotutela il 24 maggio, decide di cancellare il procedimento e annullare la convocazione del giornalista.
Il 28 giugno 2023 viene condannato in primo grado dal tribunale di Milano per diffamazione ai danni di Nanni Delbecchi giornalista de Il Fatto Quotidiano pagando un risarcimento di 16 mila euro.

## Giornali
- L'Opinione (1989 - 1994)[62][63]
- Il Foglio (1995 - 2000)[62][63]
- Corriere Economia[62]
- Il Mondo
- il Giornale (2003 - in corso)[62][63]
- Nicolaporro.it (2015 - in corso)

## Televisione
- In onda (LA7, 2011-2013)
- Virus - Il contagio delle idee (Rai 2, 2013-2016)
- Matrix (Canale 5, 2016-2019)
- Quarta Repubblica (Rete 4, dal 2018)
- Speciale Matrix (Canale 5, 1º maggio 2020, 24 febbraio 2023)
- Stasera Italia (Rete 4, 2023)

## Radio
- Prima pagina su Rai Radio 3
- Matrix 105 su Radio 105

## Opere
- Mario Cervi-Nicola Porro, Sprecopoli. Tutto quello che non vi hanno mai detto sui nuovi sprechi della politica, Collana Frecce, Milano, Mondadori, 2007.
- La disuguaglianza fa bene. Manuale di sopravvivenza per un liberista, Collana Le onde, Milano, La nave di Teseo, 2016, ISBN 978-88-934-4048-6.
- Le tasse invisibili. L'inganno di stato che toglie a tutti per dare a pochi, Milano, La nave di Teseo, 2019, ISBN 978-88-939-5032-9.
- Il padreterno è liberale. Antonio Martino e le idee che non muoiono mai, Segrate, Piemme, 2022, ISBN 978-88-566-8658-6.
- Gli Altarini della Sinistra, 2023
- La grande bugia verde, 2024